# La maledizione dei Frankenstein
La maledizione dei Frankenstein (Frankenstein Created Woman) è un film del 1967 diretto da Terence Fisher.
Si tratta del quarto film del Ciclo di Frankenstein della Hammer.
Nel 1969 uscì il seguito Distruggete Frankenstein!.

## Trama
Il barone Frankenstein (Peter Cushing) fa rivivere il cadavere di una ragazza, Cristina (Susan Denberg), che si è suicidata dopo l'ingiusta esecuzione del suo amante, Hans (Robert Morris), accusato di omicidio.
Il barone trasferisce l'anima dell'uomo nel corpo di Cristina e la creatura cercherà di vendicarsi dei colpevoli della morte di Hans.

## Edizioni home video

### DVD
- In Italia, il film è stato distribuito per la prima volta in formato DVD dalla Passworld nell'ottobre 2007.